# Pante Breuh
Pante Breuh is een bestuurslaag in het regentschap Bireuen van de provincie Atjeh, Indonesië. Pante Breuh telt 159 inwoners (volkstelling 2010).